# Contamination radioactive

Tableau périodique avec les éléments colorés selon la demi-vie de leur isotope le plus stable.
Éléments qui contiennent au moins un isotope stable.
Éléments radioactifs : l'isotope le plus stable possède une demi-vie de plus de 4 millions d'années.
Eléments radioactifs : l'isotope le plus stable possède une demi-vie de 800 à 34000 ans/
Éléments radioactifs : l'isotope le plus stable possède une demi-vie de 1 jour à 103 ans.
Éléments très radioactifs : l'isotope le plus stable possède une demi-vie entre quelques minutes et un jour.
Éléments extrêmement radioactifs : l'isotope le plus stable a une demi-vie de moins de quelques minutes.

Le symbole de risques des rayonnements ionisants

La contamination radioactive est le phénomène se produisant quand un produit radioactif se dépose sur un objet ou un être, ou bien est ingéré ou inhalé par un être. La contamination se distingue de l'irradiation, événement au cours duquel l'objet ou l'être est soumis à un rayonnement ionisant.
En France, la contamination radioactive est définie légalement par la réglementation comme étant « la présence indésirable, à un niveau significatif, de substances radioactives à la surface ou à l’intérieur d’un milieu quelconque ». C'est un aléa technologique évaluable.
Dans le cas d'une irradiation, il suffit d'isoler ou d'éloigner l'objet ou l'être de la source de rayonnement pour que l'effet de l'irradiation cesse.
Dans le cas de la contamination, l'objet ou l'être est en contact permanent avec la source radioactive qui produit une irradiation continue et durable tant que l'on n'a pas éliminé d'une manière ou d'une autre la source radioactive déposée ou ingérée. La contamination est dite "fixée" quand on ne peut pas l'éliminer.
Dans le cas d'une inhalation ou d'une ingestion, il y a irradiation interne (à l'intérieur du corps) ; ainsi localisée, cette contamination est plus difficile à éliminer (généralement, elle est évacuée naturellement). Si la source de rayonnement ingérée ou inhalée est suffisamment forte, l'être contaminé peut devenir lui-même une source de rayonnements.
La contamination peut se propager dans la chaîne alimentaire : un être devient contaminé lorsqu'il ingère un animal ou une plante contaminée.

En raison des matières radioactives qu'ils contiennent ou produisent, les centrales nucléaires de production d'électricité, les sites industriels de production du combustible ou traitant les déchets nucléaires, certains laboratoires de recherche et l'utilisation de sources radioactives en médecine et dans l'industrie sont des sources potentielles de contamination et d'irradiation.
.

## Effets biologiques des rayonnements ionisants (effets sur la vie)
Le principal effet de la contamination est celui de l'irradiation induite par le produit radioactif absorbé ou déposé sur le corps. Cependant, un certain nombre de produits radioactifs présentent, en plus de leur radiotoxicité, une toxicité chimique qui peut d'ailleurs constituer le risque le plus important (cas des actinides, uranium, plutonium…).
Lorsque des isotopes radioactifs sont ingérés par un individu, ils peuvent se concentrer dans certains organes (par exemple les os, la thyroïde) et favoriser l'apparition de cancers. L'irradiation provoque des lésions de l'ADN entraînant des ruptures de la double hélice ainsi que des altérations au niveau des bases azotées.
Malgré les mécanismes de réparation de l'ADN, des altérations peuvent subsister avec pour conséquence une mort cellulaire par apoptose ou encore, des effets conduisant à la cancérogenèse avec potentiellement des effets héréditaires.

### Sensibilité des tissus humains aux radiations
Au niveau tissulaire, la gravité de l'irradiation dépend de la dose (dose-dépendante). Les effets déterministes (à l'inverse des effets stochastiques ou aléatoires) sont précoces (quelques heures à un mois après irradiation) et n'apparaissent qu'au-dessus d'une dose seuil. Ils peuvent être réversibles si les lésions survenues ne sont pas trop sévères.
Sensibilité des tissus humains aux rayonnements ionisants engageant le pronostic vital (dose reçue exprimée en sievert « Sv ») :
- tissus hématopoïétiques : 2 à 5 Sv
- tube digestif : 5 Sv
- foie : > 40 Sv
- Système nerveux central : > 50 Sv

Effets d'une exposition globale (irradiation exprimée en gray « Gy ») :
- Dose < à 0,2-0,3 Gy : aucun effet (clinique décelable)
- De 0,3 à 1 Gy : baisse temporaire du nombre de lymphocytes, parfois divers symptômes (malaises, vomissements, nausées, anorexie…)
- À partir de 2 Gy : atteinte du tissu hématopoïétique
- De 3,5 à 5,5 Gy : manifestations cliniques sévères (50 à 90 % des irradiés mourront d'hémorragies ou d'infections)
- De 5,5 à 7,5 Gy : syndrome gastro-intestinal et syndrome hématopoïétique
- Au-delà de 15 Gy : atteinte neurologique avec mort en 24 heures.

## Prévention et protection contre la contamination

Chemins de contamination radioactive vers l'être humain.

La contamination est provoquée par l'ingestion, l'inhalation ou l'absorption de substances radioactives. Afin de la réduire et d'éviter sa propagation, les principales mesures seront d'identifier les risques de contamination et d'éviter d'entrer en contact avec les substances contaminantes :
- en cas d'accident nucléaire, par le confinement et/ou l'évacuation des personnes concernées et par utilisation de tenues et de moyens de protection adaptés,
- pour les travailleurs du nucléaire, par utilisation de tenues et de moyens de protection et de travail adaptés.

pictogramme indiquant un risque nucléaire de danger de mort ou de dommages sérieux par contamination et/ou irradiation

### Les risques de contamination
Les risques proviennent d'une contamination de l'environnement : l'atmosphère, les sols et les eaux, la chaîne alimentaire
- La contamination de l'atmosphère

Se produit grâce à plusieurs facteurs il y a l'eau, l'air et les conditions météorologiques. Les particules les plus lourdes retombent aux environs immédiats du point d'émission et contaminent le sol. Les aérosols ou le gaz de faible densité ont tendance à se disperser donc se diluer dans l'air ambiant.
- La contamination des sols et des eaux

La contamination de l'eau et du sol se fait dans le sol en fonction de multiples facteurs, tels que la géologie du lieu, la prospérité et la perméabilité des roches et aussi les réseaux hydrologiques (courants, débits…)
- La contamination de la chaîne alimentaire

La contamination des chaînes alimentaires fait suite à la contamination de l'eau et des sols car les animaux boivent l'eau des rivières… et le bétail mange l'herbe et les animaux se nourrissent les uns des autres, les planctons se contaminent comme l'eau est contaminée. Comme l'homme se nourrit avec de la viande, du poisson, des laitages, il en résulte une contamination de la chaîne alimentaire.

### Protection des populations en cas d'accident nucléaire
La première action pour éviter la contamination est le confinement. L'ordre de confinement est donné par les autorités, en France sous la forme d'une sirène (réseau national d'alerte « RNA »). Le confinement consiste à s'enfermer dans un local (domicile, lieu public, entreprise, école…) et à en boucher les ouvertures, et à s'abstenir de toute ingestion (ne pas boire, ne pas manger) en attendant les consignes, données en général par radio.
Une action aidant à prévenir la contamination d'un être consiste à saturer l'organisme d'une substance voisine de la substance radioactive contaminante, mais n'en contenant que des isotopes stables. Ces isotopes occupent tous les sites disponibles où ils peuvent se fixer, diminuant les risques pour la substance radioactive de le faire. On recommande ainsi aux populations exposées à d'éventuels risques d'exposition à de l'iode radioactif d'absorber dès le début de l'alerte des sels d'iode stables[réf. nécessaire].
Voir aussi Abri anti-atomique.

### Protection des professionnels du nucléaire
Dans les entreprises ou les professions à risques, le personnel dispose d'équipements et de tenues adaptés : vêtements jetables, gants, masques et si besoin (en cas de risque d'inhalation) appareils respiratoires isolants (ARI), voire combinaison étanche dite « NRBC » (nucléaire, radiologique, biologique, chimique).

#### La tenue de base (tenue universelle)
La tenue de base est la tenue de travail obligatoire chez les principaux exploitants nucléaires en France (CEA, Areva, EDF), qui remplace en zone contrôlée les vêtements de ville. Elle est composée :
- D'un tee-shirt ;
- D'une paire de chaussettes ;
- D'une combinaison ;
- De chaussures de sécurité.

Selon les exploitants nucléaires et le type d'intervention, cette tenue peut être complétée par :
- Une protection pour les cheveux (« charlotte ») ;
- Un casque ;
- Une paire de gants en coton ;
- Un appareil de protection des voies respiratoires (« masque à gaz »), à porter en bandoulière.

#### Les tenues complémentaires
Tenue active (également désignée par « tenue rouge ») utilisée pour les interventions dans les zones présentant un risque non nul de contamination. Elle comprend en particulier, en plus de la tenue universelle :
- Une tenue tissée ;
- Un appareil filtrant ;
- Une cagoule ;
- Des gants ;
- Des surbottes.

Tenue vinyle (également désignée par « tenue Emmanuelle »), utilisée lorsqu'il y a des risques de contamination par des liquides. En plus de la tenue active, elle est constituée :
- D'une paire de gants supplémentaire ;
- D'une veste vinyle avec cagoule ;
- D'un pantalon vinyle ;
- De surbottes (éventuellement intégrées au pantalon).

Tenue étanche ventilée : si la contamination du milieu est très importante, les opérateurs interviennent dans une combinaison gonflable, de manière à rester en surpression par rapport au milieu extérieur contaminant. L'alimentation en air est effectuée par des tuyaux souples munis de raccords spécifiques.

#### Techniques d'habillage et de déshabillage
Ces opérations s'effectuent dans le sas d'habillage, exemple ci-après pour la tenue complémentaire.
Les étapes d'un habillage, l'objectif est de mettre en place correctement une protection adaptée au risque de contamination et au travail à effectuer:
1. Enfiler la première paire de surbottes.
2. Préparer 6 bandes de scotch de 30 à 40 cm.
3. Mettre la première paire de gants + scotch.
4. Enfiler la tenue complémentaire et mettre la deuxième paire de gants sur la tenue et la deuxième paire de surbottes.
5. Mettre en place l'appareil filtrant (tester l'étanchéité et vérifier qu'aucun cheveu ne se trouve sous le caoutchouc).
6. Enfiler le calot en dégageant la visière.
7. Éventuellement, mettre encore une paire de gants et une paire de surbottes.

Les techniques de déshabillage, l'objectif est de retirer les protections et de se contrôler de manière à éviter la propagation de la contamination à l'extérieur de la zone concernée:
1. Changer de gants de travail.
2. Enlever sa paire de surbottes en quittant le plan de travail et en rentrant dans le sas de sortie.
3. Enlever une paire de gants.
4. Enlever le calot (et la cagoule).
5. Retirer la tenue complémentaire.
6. Retirer une paire de surbottes en passant à l'extérieur.
7. Retirer la dernière paire de gants.
8. Contrôle de non contamination des mains.
9. Contrôle de l'appareil filtrant et de certaines zones (semelles, chaussures, genoux, coudes…).
10. Retirer le masque[2].

## Décontamination - Lutte contre la contamination

### Cas des personnes et autres êtres vivants
Une fois la contamination survenue, les principales mesures sont l'isolement, pour éviter de disséminer la contamination et d'irradier d'autres êtres, et le nettoyage (douche) pour enlever le produit contaminant déposé à l'extérieur. Il faut aussi distribuer de l'eau et de la nourriture saine aux populations.
La décontamination interne permet de diminuer ou même d'éliminer les radionucléides dans le corps. On parle de décorporation. Celle-ci est réalisée grâce à des substances chimiques appelées « décorporants ». Ces décorporants peuvent être administrés sous forme de médicaments.
- En premier lieu, le Bleu de Prusse ou bleu DI (DI : décontamination interne) est un ferrocyanure, commercialisé aux États-Unis et en Allemagne, sous le nom de Radiogardase, mais disponible à la pharmacie centrale des armées en France. 
Cette grosse molécule n'est pas absorbée par le tube digestif, mais absorbe le césium 137, et le thallium en les emprisonnant définitivement et les éliminant par les selles alors colorées en bleu foncé. Le Bleu de Prusse se prend par voie orale, à raison de 3 à 9 grammes par jour, réparti en trois prises. Il permet de diminuer jusqu'à 75 % la contamination par le césium et le thallium, sans aucun effet secondaire grave, si ce n'est une constipation. Contre indication : chez l'enfant.
- Le Ca-DTPA ou Zn-DTPA (acide dietylénetriamine) donnée par injections intraveineuses répétées permet l'élimination du Plutonium 239 et de l'Américium.
- Le PTH (propylthiuracile) élimine l'iode 131.
- La D-Pénicillamine, le cobalt 60, l'iridium.
- Les alginates, en particulier, l'alginate de sodium (E401), pris par voie orale est aussi un chélateur majeur des métaux lourds radioactifs, du Radium radioactif, commercialisé sous le nom de Gaviscon sachet (500 mg d'alginate par sachet) ou Pseudophage du laboratoire Servier (2,5 g d'alginate par sachet). Les alginates sont aussi présent dans des algues : kelp, dulse, algue bleue.

Les pectines protègent également (présentes dans les pommes, soja, graine de tournesol) ainsi que les phytates (présentes dans les haricots, pois, et céréales complète et la zybicoline (présente dans le miso).
- D'autres médicaments de décorporation des nucléides existent : Phosphate (pour le phosphore radioactif le BAL (dimercaprol)… Le gluconate de calcium, bicarbonate de sodium, le chlorure d'ammonium ont aussi leurs indications.
- La consommation d'antioxydants en complément alimentaire (type ACE sélénium) ou la prise de N-acétyl cystéine (Mucomyst) sont des anti-radicaux libres.
- À titre préventif seulement, face à l'exposition dangereuse à l'iode 131, la prise d'iode naturel, non radioactif, type pilule d'iodure de potassium, prise juste avant l'exposition (dans les quatre heures avant exposition), permet de saturer la glande thyroïde et évite la fixation de l'iode radioactif.

### Décontamination des matériels et structures

#### La décontamination des outils et des surfaces
La décontamination des outils et des surfaces doit s'effectuer grâce à des méthodes et des produits ou matériaux adaptés, étant diversement efficaces selon leurs usages. Le choix de ces méthodes et produits n'est pas à prendre à la légère du fait de la nature de ces produits.

#### Les techniques de décontamination
Les techniques de décontamination sont relativement diverses :
- une aspiration des solides et des liquides.
- un lavage aux détergents.
- un bain de trempage.
- un jet de vapeur.
- une pulvérisation.
- une dilution isotopique.
- divers effets mécaniques (brossage, polissage, abrasion, projection de cristaux de glace).
- étalement puis raclage de produits pâteux.

#### Les produits décontaminants
Les décontaminants sont des mélanges complexes de produits servant à supprimer les dangers potentiels de contamination d'une surface. Ils sont utilisés en fonction de l'analyse des particularités des matériels et structures à décontaminer :
- des acides forts
- des bases fortes
- des hydrocarbures
- le chrome
- des agents tensio-actifs

La décontamination des outils et des surfaces n'est pas systématique. Lorsque le prix de la décontamination est supérieur aux prix de l'outillage et des traitements, il est choisi de mettre au rebut, comme déchets, les outils contaminés.

## La surveillance de la contamination en France
La contamination radioactive de l’environnement en France fait l’objet d’une surveillance réglementaire (cf. loi TSN)

### Les acteurs
Les acteurs de la surveillance de la contamination en France sont :
- le gouvernement français.
- l'IRSN qui assure une surveillance de la radioactivité de l’environnement.
- il y a aussi des organismes tels que la DSND (Délégués à la Sûreté Nucléaire et à la radioprotection pour les activités et installations intéressant la Défense) et l'ASN (autorité de sûreté nucléaire).

### Objectifs
L'objectif de ces organismes est de surveiller les zones de radioactivité des sites nucléaires tels que la zone autour d'une centrale nucléaire mais aussi dans les zones dites civiles.
Ces surveillances ont pour but de dépister des fuites de matière dans l'environnement et aussi de contrôler la présence de radiation dans l'environnement en général.

### Les méthodes
Les méthodes utilisées sont :
- le prélèvement d'échantillons dans des sites nucléaires mais aussi dans des territoires non soumis à l'influence directe des installations nucléaires.
- les prélèvements effectués sont de nature biologique : herbe, salade, eau, ces échantillons seront comparés aux normes.
- les actions de l'IRSN : étude environnementale en zone atelier, expertise et suivis radiologiques autour des sites nucléaires.
- l'IRSN possède plusieurs stations d'observation autour des sites nucléaires[5].